# ملک‌آباد (حرمک)
ملک‌آباد یا ملک محمد مالکی/بوک بالا روستایی در دهستان حرمک بخش مرکزی شهرستان زاهدان استان سیستان و بلوچستان ایران است.

## جمعیت
بر پایه سرشماری عمومی نفوس و مسکن در سال ۱۳۹۵ جمعیت این مکان ۵۸ نفر (۱۲خانوار) بوده‌است.